# Euphrosine longesetosa
Euphrosine longesetosa är en ringmaskart som beskrevs av Horst 1903. Euphrosine longesetosa ingår i släktet Euphrosine och familjen Euphrosinidae. Inga underarter finns listade i Catalogue of Life.